# Hallom
Hallom är en by, mellan 2015 och 2020 klassad som en småort, i Myssjö distrikt (Myssjö socken) i Bergs kommun, Jämtlands län (Jämtland). Byn ligger vid Länsväg 321, cirka sju kilometer söderut från tätorten Myrviken eller cirka 21 kilometer norrut från tätorten Svenstavik.